# دوار
دوار فیلمی به نویسندگی و کارگردانی میثم حسن‌زاده و تهیه‌کننده‌گی علیرضا علویان است. اکران این فیلم از ۱۷ اسفند ۱۴۰۱ در سینماهای ایران آغاز شد. دوار چالش‌های زندگی یک موزیسین مبتلا به آلزایمر را به نمایش کشیده‌است. به گزارش هالییود ریپورتر؛ پخش جهانی این فیلم از بازار فیلم کن ۲۰۲۳ آغاز شد.

## خلاصه
میلاد موزیسینی است که فراموشی دارد. او برای اینکه بیماری فراموشی برایش مشکل‌ساز نشود تمام برنامه‌های زندگی‌اش را بوسیله یادآوری‌های آلارم گوشی‌اش تنظیم کرده‌است. قصه از جایی در خاطر میلاد شکل می‌گیرد که مهسا نامزدش رفته؛ او به دنبال کشف ماجراست در این بین میلاد مدام خود و سرنوشتش را با مِری کوری خواننده معروف گروه کویین مقایسه می‌کند.

## عوامل
- کارگردان: میثم حسن‌زاده
- تهیه‌کننده: علیرضا علویان
- بازیگران:
میلاد خزاعی
مهسا اکبرپور
راحیل کافی
رضا سنایی
مصطفی امیری
- مدیر فیلمبرداری: داوود رحمانی
- تدوین: احسان شیبانی
- طراحی و ترکیب صدا: علیرضا علویان
- مجری طرح: بهداد الهامی
میثم حسن‌زاده
- صدابردار: محسن طیبی
- ساخت موسیقی: پیام آزادی
- جلوه‌های بصری: حسن پیله‌ور
- اصلاح‌رنگ: حسام الدین ظریف
- مدیران تولید: بهداد الهامی
حامد تهرانی
- عکاس: مصطفی امیری
نازیلا ملکی
- طراح گریم: مه‌لیلی ابولحسنی
- مشاور رسانه‌ای: آیدا اورنگ؛ صدف صمیمی
- طراح پوستر فارسی: منصور نصیری
- طراح پوستر انگلیسی: طاها ذاکر
- ساخت تیزر: قدیر حمزه‌ای (استودیو دلریوم؛ حمید نجفی راد)[۱][۳][۲]